# Мохнатологовский сельсовет
Мохнатологовский сельсовет — сельское поселение в Краснозёрском районе Новосибирской области Российской Федерации.
Административный центр — село Мохнатый Лог.

## История
Статус и границы сельского поселения установлены Законом Новосибирской области от 2 июня 2004 года № 200-ОЗ «О статусе и границах муниципальных образований Новосибирской области»

## Население
| 2002  | 2010  | 2012  | 2013  | 2014  | 2015  | 2016  |
| ----- | ----- | ----- | ----- | ----- | ----- | ----- |
| 2097  | ↘1729 | ↘1702 | ↘1655 | ↘1571 | ↘1552 | ↘1524 |
| 2017  | 2018  | 2019  | 2020  | 2021  |       |       |
| ↘1515 | ↘1500 | ↘1483 | ↘1470 | ↘1449 |       |       |

## Состав сельского поселения
| № | Населённый пункт | Тип населённого пункта       | Население |
| - | ---------------- | ---------------------------- | --------- |
| 1 | Мохнатый Лог     | село, административный центр | ↘1024     |
| 2 | Петропавловка    | село                         | ↘705      |